# 한기찬
한기찬(1998년 9월 6일 ~ )은 대한민국의 배우다. 2020년 웹드라마 '너의 시선이 머무는 곳에'로 데뷔했다.

## 방송
- PRODUCE X 101 (2019) - 발표순위 57위
- 너의 시선이 머무는 곳에 (2020) - 한태주 역
- 오션라이크미 (2020)
- 숨은그놈찾기 (2021)
- 보이즈 보이스 (2023)
- 함부로 대해줘 (2024) - 김홍학 역

## 영화
- 너의 재생목록 (2021)
- 데시벨 (2022) - 승조원6 역
- 그 노래 (2023) - 청명 역
- 너의 시선이 머무는 곳에 (2023) - 주연